# Paulina Niedźwiedzka-Rystwej
Paulina Marta Niedźwiedzka-Rystwej – polska immunolog, doktor habilitowana nauk biologicznych, profesor Uniwersytetu Szczecińskiego, Zastępca Dyrektora Instytutu Biologii Uniwersytetu Szczecińskiego, Dyrektor Centrum Immunologii Doświadczalnej oraz Immunobiologii Chorób Zakaźnych i Nowotworowych Uniwersytetu Szczecińskiego.

## Życiorys
W 2005 roku ukończyła studia magisterskie na Uniwersytecie Szczecińskim na kierunku biologia, specjalność diagnostyka laboratoryjna, broniąc pracę magisterską pt. Ilość i aktywność surowiczego lizozymu (LZM) u królików zakażonych eksperymentalnie wirusem RHD (rabbit haemorrhagic disease). W tym samym roku uzyskała również tytuł licencjata z filologii angielskiej na Wyższej Szkole Języków Obcych w Szczecinie, broniąc pracę licencjacką pt. Anti-cliche approach to writing on love and gender in Jeanette Winterson’s Written on the Body. 
29 września 2008 roku z wyróżnieniem obroniła rozprawę doktorską pt. Profil immunologiczny oraz zjawisko apoptozy u królików zakażonych eksperymentalnie szczepami wirusa RHD (rabbit haemorrhagic disease) o odmiennych cechach biologicznych, której promotorem był prof. dr hab. Wiesław Deptuła. Stopień naukowy doktora habilitowanego uzyskała 15 maja 2014 roku na podstawie pracy pt. Zjawiska immunologiczne u królików zakażonych wirusem RHD (rabbit haemorrhagic disease).
W latach 2016–2020 pełniła funkcję koordynatora ds. wymiany studentów oraz kadry akademickiej w ramach programu Erasmus+ na Wydziale Biologii (obecnie Wydział Nauk Ścisłych i Przyrodniczych). W 2019 roku została mianowana Pełnomocnikiem Rektora ds. studiów doktoranckich na Wydziale Nauk Ścisłych i Przyrodniczych, które to stanowisko sprawowała do 2022 roku. W tym samym roku objęła również funkcje członka Rady Dydaktycznej Wydziału Nauk Ścisłych i Przyrodniczych oraz przewodniczącej zespołu kierunku Mikrobiologia, które pełni do dziś.
Od 2020 roku pełniła szereg kluczowych funkcji na Uniwersytecie Szczecińskim. W latach 2020–2024 była zastępcą dyrektora Szkoły Doktorskiej oraz koordynatorem ds. wymiany studentów i kadry akademickiej na Wydziale Nauk Ścisłych i Przyrodniczych oraz w Szkole Doktorskiej. Równocześnie pełniła funkcję koordynatora ds. Programu MOST dla doktorantów. W latach 2022–2024 była członkiem i sekretarzem Rady Centrum Edukacji Medialnej i Interaktywności Uniwersytetu Szczecińskiego.
W 2023 roku została przewodniczącą Oddziału Szczecin Polskiego Towarzystwa Immunologii Doświadczalnej i Klinicznej oraz wybrano ją na prezesa-elekta Polskiego Towarzystwa Immunologii Doświadczalnej i Klinicznej. W 2024 roku objęła stanowisko Dyrektora Centrum Immunologii Doświadczalnej oraz Immunobiologii Chorób Zakaźnych i Nowotworowych Uniwersytetu Szczecińskiego. W tym samym roku została także członkiem Lokalnej Komisji Etycznej ds. Doświadczeń na Zwierzętach w Poznaniu oraz członkiem Rady Naukowej Międzynarodowego Ośrodka Badań Interdyscyplinarnych (MOBI) Uniwersytetu Szczecińskiego w Kulicach.
Od 2025 roku pełni funkcję zastępcy dyrektora Instytutu Biologii Uniwersytetu Szczecińskiego oraz członka Rady Uczelni Uniwersytetu Szczecińskiego.

## Nagrody
W 2006 roku otrzymała nagrodę zespołową III stopnia Rektora Uniwersytetu Szczecińskiego za osiągnięcia naukowe, a w 2007 roku zdobyła tytuł Najlepszego Asystenta na uczelni. Wielokrotnie wyróżniana nagrodami indywidualnymi II stopnia Rektora Uniwersytetu Szczecińskiego (2009, 2011, 2012, 2013, 2014), a także Medalem Szczecińskiego Towarzystwa Naukowego "Amicis Scientiae et Veritatis" (2013).
Dwukrotnie uzyskała tytuł "Mentora Wydziału Biologii" (2013/2014, 2018/2019) i "Mentora Wydziału Nauk Ścisłych i Przyrodniczych" (2023/2024). W 2021 roku otrzymała tytuł "Naukowca Roku Uniwersytetu Szczecińskiego" oraz nagrodę indywidualną I stopnia JM Rektora US, którą ponownie zdobyła w 2022 roku.
W 2023 roku została laureatką Zachodniopomorskiego Nobla i nagrody indywidualnej II stopnia JM Rektora Uniwersytetu Szczecińskiego. W 2025 roku odznaczona została Medalem Komisji Edukacji Narodowej

## Realizacja projektów badawczych i dydaktycznych
1. Wykonawca w grancie badawczym MNiSW nr N308 03832/3662 pt. „Zjawiska immunologiczne, apoptoza oraz badania genetyczne, różnych szczepów wirusa RHD (rabbit haemorrhagic disease) pochodzących z wielu krajów europejskich” – okres 2007-2010[2].
2. Wykonawca w grancie badawczym MNiSW nr N308 289937 pt. „Analiza genetyczno-immunologiczna wybranych szczepów europejskich wirusa RHD (rabbit haemorrhagic disease) oraz ocena zjawiska apoptozy granulocytów i limfocytów krwi obwodowej królików zakażonych tymi szczepami” – okres 2009-2012[2].
3. Główny wykonawca w grancie badawczym MNiSW/NCN nr N N308565240 pt. „Opracowanie norm wskaźników immunologiczno-hematologicznych dla królików wykorzystywanych w badaniach i praktyce” – okres 2011-2013[2].